# Burgkapelle (Neckarmühlbach)

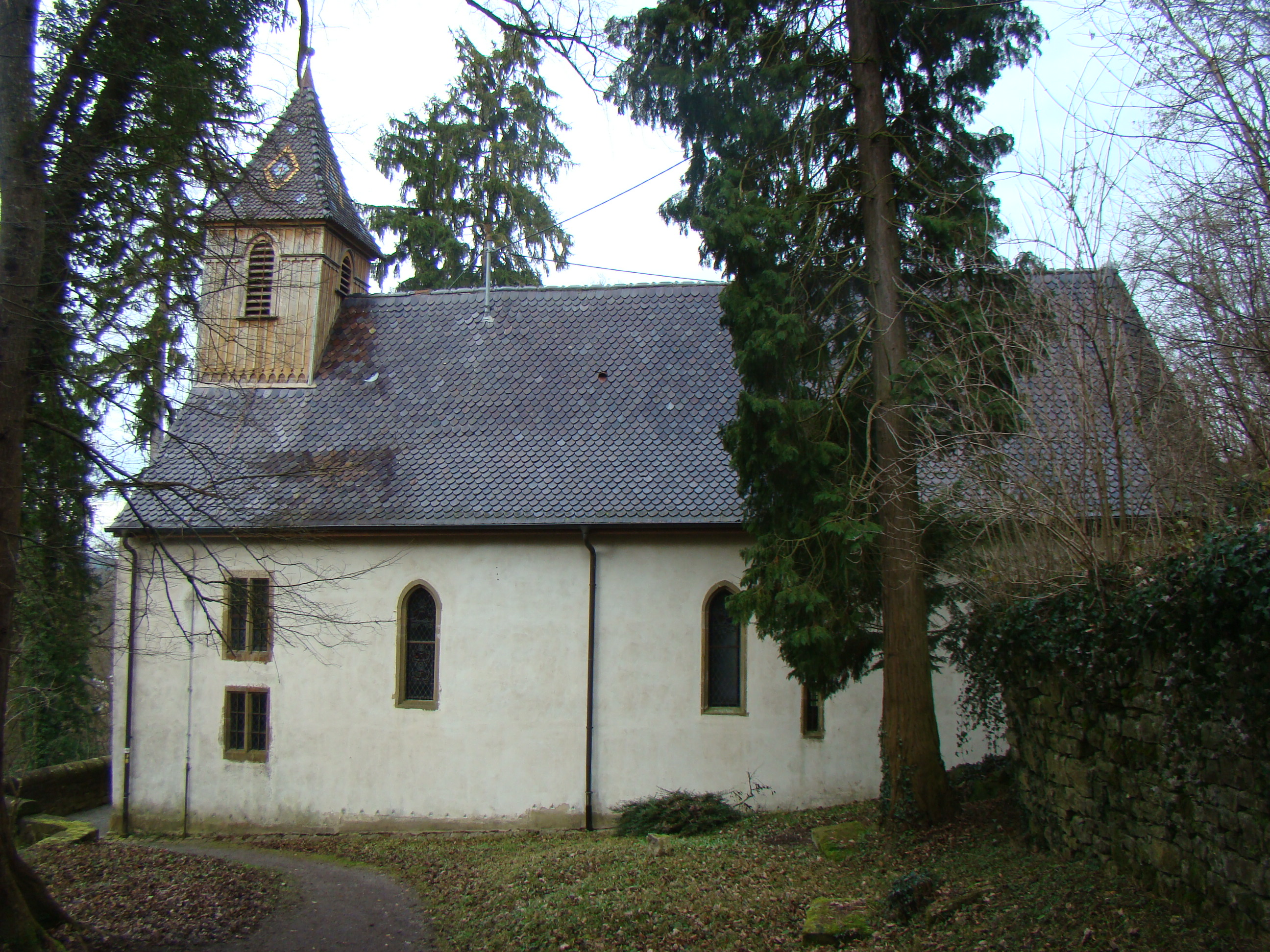
Burgkapelle der Burg Guttenberg

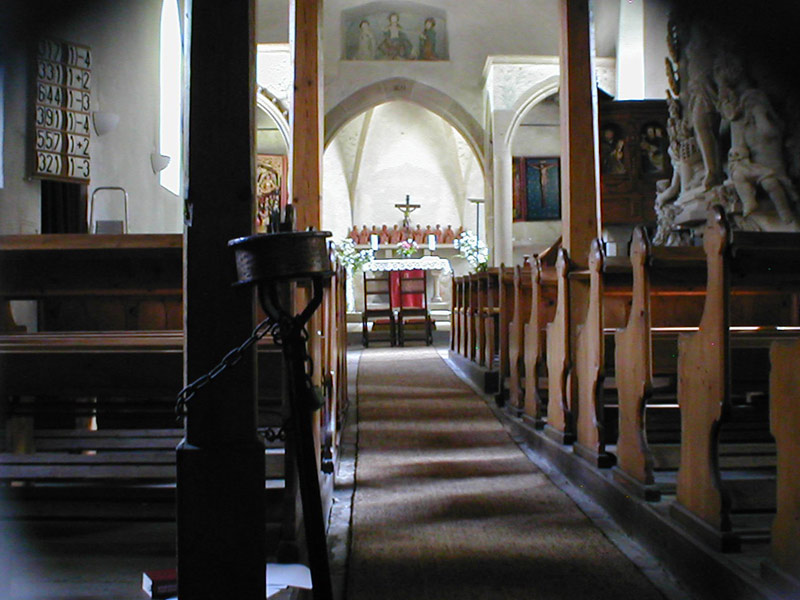
Innenansicht

Die Evangelische Kirche und zugleich Burgkapelle der Burg Guttenberg ist ein geschütztes Kulturdenkmal im Denkmalschutzgesetz. Sie steht in Neckarmühlbach, einem Ortsteil der Gemeinde Haßmersheim im Neckar-Odenwald-Kreis in Baden-Württemberg. Die Kirchengemeinde gehört zum Kirchenbezirk Mosbach der Evangelischen Landeskirche in Baden.

## Beschreibung
Die Saalkirche wurde 1471 anstelle des Vorgängerbaus von 1296 errichtet. Sie besteht aus einem Langhaus und einem dreiseitig geschlossenen Chor im Osten. Aus dem Satteldach des Langhauses erhebt sich im Westen ein quadratischer Dachreiter, der den Glockenstuhl beherbergt und der mit einem Pyramidendach bedeckt ist. 
Der Innenraum des Langhauses ist mit einer Flachdecke überspannt, er ist zu dem des gewölbten Chors durch einen Chorbogen getrennt. Den Chorbogen flankieren zwei Altäre, über denen sich Ziborien befinden. Im nördlichen Altar befindet sich ein Schrein mit dem Relief einer Schutzmantelmadonna. Die Orgel wurde 1964 als Opus 4521 von E. F. Walcker & Cie. gebaut.